# Jose de Rico
José de Rico (né en 1982 à Barcelone) est un DJ, producteur et auteur-compositeur espagnol.

## Biographie
Il travaille à la radio espagnole diffusant de la musique électronique Loca FM durant 5 ans ce qui lui permet de gagner l'attention des médias. Il commence à produire des chansons en 2009. Affilié au label Roster Music, il a collaboré avec plusieurs artistes espagnols et étrangers. Il s'est fait connaître à l'étranger, avec ses différentes collaborations avec le chanteur de la République dominicaine Henry Mendez dont les singles Te fuiste, Rayos de sol et Noche De Estrellas (en duo avec Jay Santos). Son morceau Te fuiste sert de générique à l’émission de télé-réalité française Les Marseillais.

## Discographie

### Singles
| Année | Titre                                                              | Meilleure position | Meilleure position | Meilleure position | Meilleure position | Meilleure position | Meilleure position | Certifications | Album |
| Année | Titre                                                              | Autriche           | Belgique (Fl)      | Belgique (Wa)      | France             | Espagne            | Suisse             | Certifications | Album |
| ----- | ------------------------------------------------------------------ | ------------------ | ------------------ | ------------------ | ------------------ | ------------------ | ------------------ | -------------- | ----- |
| 2012  | Te fuiste (Jose de Rico et Henry Mendez)                           | —                  | —                  | —                  | 62                 | 34                 | —                  |                |       |
| 2012  | Rayos de sol (Jose de Rico feat. Henry Mendez)                     | 11                 | 14                 | 18                 | 4                  | 2                  | 8                  |                |       |
| 2012  | Noche de estrellas (Jose de Rico et Henry Mendez feat. Jay Santos) | —                  | —                  | —                  | 17                 | 5                  | —                  |                |       |

### Autres productions
(Sélection)
- 2008 : Come with Me - Iñaki Santos et Jose de Rico (remix)
- 2009 : Maiara - Dario Nuñez et Jose de Rico
- 2009 : La Colegiala - Corleone Brazini, Jason Tregebov & Jose de Rico
- 2009 : Bulgaria - Miklov (Victor Magan et Jose de Rico remix)
- 2009 : Ready - Josepo feat Adri (Victor Magan et Jose de Rico remix)
- 2009 : Una Rosa - Juan Magan (Victor Magan et Jose de Rico remix)
- 2009 : Scracth - Rafa Peralta (Jose de Rico)
- 2010 : Bata Bata - Jason Tregebov et Jose de Rico (remix)
- 2010 : It's Worth It (Jose de Rico feat. Estela Martin)
- 2010 : Eligibo - Dario Nuñez feat. Samantha (Jose de Rico remix)
- 2010 : Let's Dance - Victor Magan et Jason Tregebov feat Estela Martin (Jose de Rio et Gio Lopez remix)
- 2010 : Bocachica - Jose de Rico feat. Fernando Vidal
- 2010 : Wekelee - Dario Nuñez et Jose AM feat. Henry Mendez (Jose de Rico From Stars remix)
- 2013 : Sientelo (José de Rico)
- 2014 : Soltera (José de Rico feat. Danny Romero & Fito Blanko)
- 2015 : Mas que una amiga (José de Rico feat. Adrián Rodríguez)
- 2015 : Darte (José de Rico & Danny Romero)
- 2016 :	Chocobongo (José de Rico & Henry Mendez)
- 2016 : Que te aguante otro (José de Rico feat. Fito Blanko & D'William)
- 2016 : Bésame (José de Rico feat. Lucia Gil)
- 2017 : Bailemos -(José de Rico feat. Crazy Design)
- 2017 : Cupido (José de Rico feat. Henry Mendez & Dani J)